# بولغاساري
بولغاساري ((هانغل: 불가사리)) (بالإنجليزية: Pulgasari)‏ (باليابانية: プルガサリ)، هي فيلم كوري شمالي من نوع الأكشن والظلام الخيالي، أنتجت الفيلم من قبل الزعيم الكوري الديمقراطي كيم جونغ إيل والمخرج الكوري الجنوبي شين سانغ-أوك، صدر الفيلم سنة 1985، وتم نشر الفيلم في اليابان سنة 1998، ومن بطولة الممثل الياباني كينباشيرو ساتسوما في دور الوحش بولغاساري، وبقية الممثلين الكوريين.

## المواقع الخارجية
- بولغاساري على موقع IMDb (الإنجليزية)
- بولغاساري على موقع روتن توميتوز (الإنجليزية)
- بولغاساري على موقع ألو سيني (الفرنسية)
- بولغاساري على موقع أول موفي (الإنجليزية)
- بولغاساري على موقع فيلمافينيتي (الإسبانية)
- بولغاساري على موقع قاعدة بيانات الفيلم (الإنجليزية)
- بولغاساري على موقع ليتربوكسد (الإنجليزية)
- بولغاساري على موقع كينوبويسك (الروسية)
- N. Korean movies' propaganda role BBC
- Goo Movies (باليابانية)